# Acktjärnen (Lungsunds socken, Värmland)
Acktjärnen är en sjö i Storfors kommun i Värmland och ingår i Göta älvs huvudavrinningsområde. Sjön är 5,3 meter djup, har en yta på 0,7 kvadratkilometer och är belägen 116,1 meter över havet. Sjön avvattnas av vattendraget Lundsbergsälven.

## Delavrinningsområde
Acktjärnen ingår i det delavrinningsområde (660194-140584) som SMHI kallar för Utloppet av Acktjärnen. Medelhöjden är 158 meter över havet och ytan är 6,61 kvadratkilometer. Räknas de 7 avrinningsområdena uppströms in blir den ackumulerade arean 47,08 kvadratkilometer. Lundsbergsälven som avvattnar avrinningsområdet har biflödesordning 4, vilket innebär att vattnet flödar genom totalt 4 vattendrag innan det når havet efter 328 kilometer. Avrinningsområdet består mestadels av skog (81 procent). Avrinningsområdet har 0,7 kvadratkilometer vattenytor vilket ger det en sjöprocent på 10,6 procent.